# 善行寺 (福知山市)
善行寺（ぜんぎょうじ）は、京都府福知山市天田にある日蓮宗の寺院。山号は妙遠山。旧本山は京都立本寺、生師法縁。境内には福知山藩士寺田則栄の墓所がある。

## 歴史
建武2年（1335年）住僧大円坊（のちの2世大乗院日円）が日像菩薩（開山）と法論し真言宗から日蓮宗に改宗、現在の寺号に改めた。明治13年（1880年）現在地に移転。現在の本堂は明治43年（1910年）再建されたもの。平成27年（2015年）片岡豊明（42世）から三好孝能（43世）への「法灯継承式」と「宗祖日蓮大聖人御降誕800年慶讃法要」が行われた。

## 境内
- 本堂

## 歴代
- 日像菩薩

## 参考資料
- 日蓮宗寺院大鑑編集委員会『宗祖第七百遠忌記念出版 日蓮宗寺院大鑑』大本山池上本門寺 (1981年)
- 日蓮宗新聞 2015年10月25日
- 『史談 福智山（福知山史談会会報）』福知山史談会 2010年8月
- 『福知山市史』

| スタブアイコン | サブスタブ | この項目は、まだ閲覧者の調べものの参照としては役立たない、京都府に関連した書きかけの項目です。この項目を加筆・訂正などしてくださる協力者を求めています（P:日本の都道府県/京都府）。 |